# Vojka (Słowacja)
Vojka – wieś (obec) na Słowacji położona w kraju koszyckim, w powiecie Trebišov. Pierwsze wzmianki o miejscowości pochodzą z roku 1245. 
Według danych z dnia 31 grudnia 2012, wieś zamieszkiwało 505 osób, w tym 243 kobiety i 262 mężczyzn.
W 2001 roku rozkład populacji względem narodowości i przynależności etnicznej wyglądał następująco:
- Słowacy – 11,98%
- Czesi – 0,46%
- Ukraińcy – 0,23%
- Węgrzy – 86,87%

Ze względu na wyznawaną religię struktura mieszkańców kształtowała się w 2001 roku następująco:
- Katolicy rzymscy – 70,74%
- Grekokatolicy – 3%
- Prawosławni – 0,46%
- Ateiści – 2,53%
- Nie podano – 2,07%